# Torpes (Doubs)
Torpes település Franciaországban, Doubs megyében. Lakosainak száma 1004 fő (2022. január 1.). Torpes Grandfontaine, Boussières, Osselle-Routelle, Thoraise és Velesmes-Essarts községekkel határos.

## Népesség
A település népessége az elmúlt években az alábbi módon változott:
| Lakosok száma | 469  | 566  | 580  | 779  | 1061 | 1060 | 1021 | 1019 | 1020 | 1004 |
|               | 1968 | 1982 | 1990 | 2006 | 2013 | 2015 | 2017 | 2019 | 2020 | 2022 |